# Amdusjas

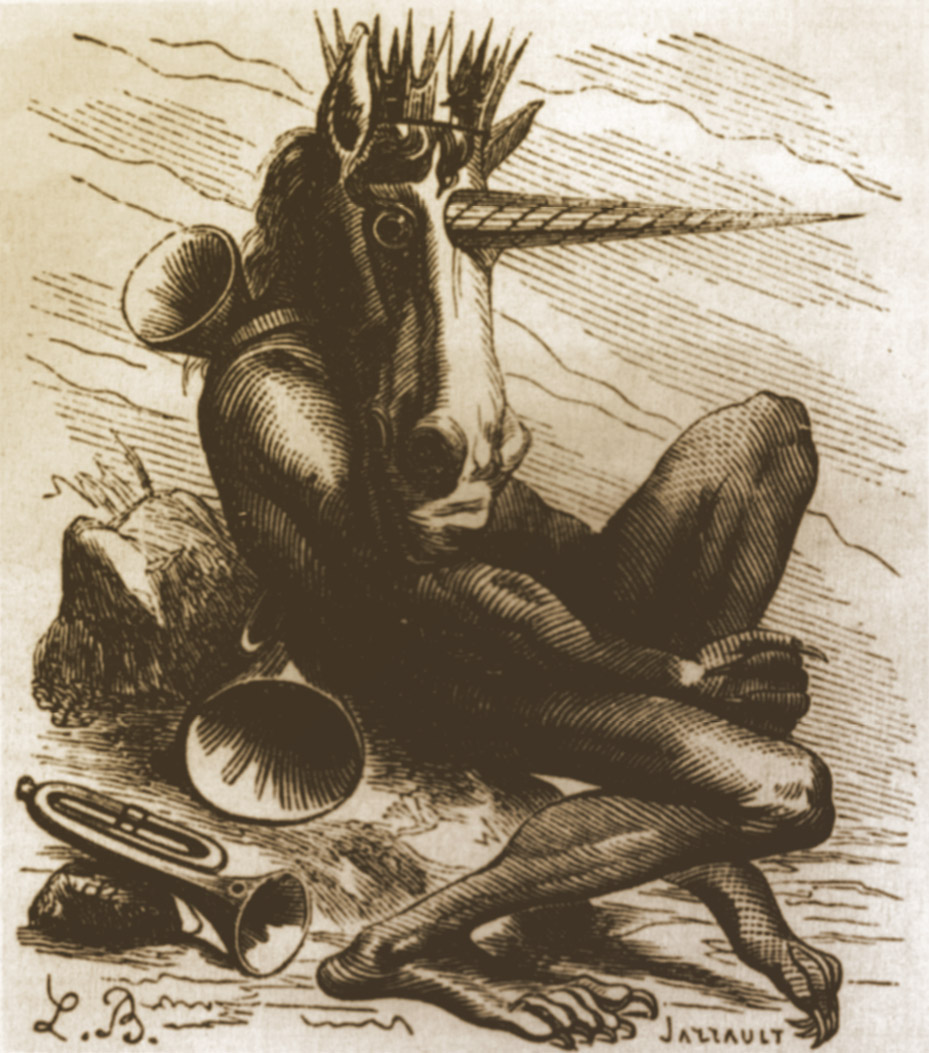
Amdusjas według Słownika wiedzy tajemnej Collina de Plancy

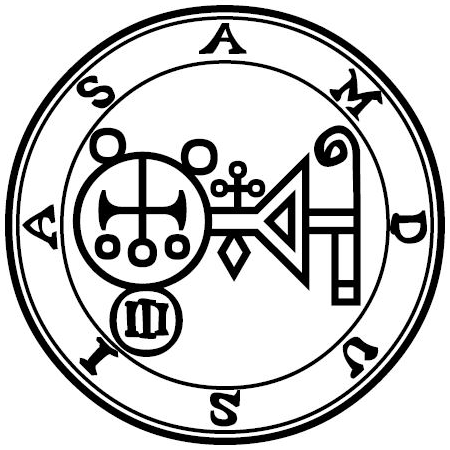
Sigil służący do przywołania Amdusjasa

Amdusjas – w tradycji okultystycznej, sześćdziesiąty siódmy duch Goecji. Znany również pod imionami Amdukias, Amdusias, Amduscias i Ambduscias. By go przywołać i podporządkować, potrzebna jest jego pieczęć, która według Goecji powinna być zrobiona z miedzi.
Jest wielkim i silnym księciem piekła. Rozporządza 29 legionami duchów.
Może dać koncert w którym rozbrzmiewają trąby oraz inne instrumenty, przy czym nic wówczas nie widać. Własnym głosem potrafi wyginać drzewa tak jak zażyczy sobie przyzywający. Dostarcza dobrych duchów opiekuńczych.  
Jest przedstawiany jako jednorożec, jednakże na rozkaz egzorcysty może przyjąć ludzką postać.